# Олга Скригин
Олга Скригин (Џепница, 14. новембар 1927 — Београд, 5. фебруар 1997) била је једна од најпознатијих српских пионира или доајена југословенске и српске монтаже с краја 20 века.
Школовала се у Београду и припадала је првој послератној генерацији филмских монтажера у Југославији.
Радила је већи број документарних и играних филмова, а од 1949. прелази на дугометражне игране филмове урадивши за скоро 50 година монтажу 50 филмова.
Њени најпознатији монтажерски радови су свакако филмови „црног таласа“ у југословенском филму који су освајали награде у иностранству а кући добијали критике на основу критичког односа према Титу.
Сарађивала је са назначајнијим редитељима који су били представници црног таласа попут: Живојин Павловић (Капи,воде,ратници, Непријатељ, Кад будем мртав и бео- добитник Златне Арене у Пули, Буђење пацова, Црвено класје, Лет мртве птице, Хајка), Здравко Рандић (Ципелице на асфалту, Земљаци ,Опклада, Трагови црне девојке, Лептиров облак.
Радила је монтажу целог филмског опуса Жоржа Скригина : Њих двојица, Потрага, Крвава кошуља, Госпођа министарка, Друг председник центарфор и други), затим филмове Александра Ђорђевића (Отписани, Повратак отписаних, Стићи пре свитања, Мила Ђукановића (Не дирај у срећу, Мушкарци, Инспектор, Палма међу палмама) и других.
Најпознатији њени монтажерски радови су још и половина филмског опуса једног од најбољих југословенских и српских редитеља данашњице , представника Прашке школе Горана Паскаљевића чији филмови су освајали награде у земљи и широм иностранства (Чувар плаже у зимском периоду, Пас који је волео возове, Посебан третман, Сутон, Варљиво лето 68, Анђео чувар, Време чуда (филм), Танго аргентино.
Била је у браку са једним од пионира југословенске кинематографије, сниматељем и редитељем Жоржом Скригином.

## Монтажа филмова
| Год.     | Назив                         | Улога              |
| -------- | ----------------------------- | ------------------ |
| 1940.-те |                               |                    |
| 1947.    | Славица                       | Роса               |
| 1949.    | Прича о фабрици               | монтажер           |
| 1950.-те |                               |                    |
| 1955.    | Њих двојица                   |                    |
| 1956.    | Потрага                       |                    |
| 1956.    | У мрежи                       |                    |
| 1957.    | Крвава кошуља                 |                    |
| 1958.    | Госпођа министарка            |                    |
| 1960.-те |                               |                    |
| 1960.    | Друг председник центарфор     |                    |
| 1961.    | Square of Violence            |                    |
| 1961.    | Велика турнеја                |                    |
| 1961.    | Не дирај у срећу              |                    |
| 1962.    | Капи,воде,ратници             |                    |
| 1962.    | Мачак под шљемом              |                    |
| 1963.    | Мушкарци                      |                    |
| 1964.    | Службени положај              |                    |
| 1965.    | Непријатељ (филм из 1965)     |                    |
| 1965.    | Инспектор (филм)              |                    |
| 1966.    | Пре рата                      |                    |
| 1966.    | Повратак                      |                    |
| 1967.    | Кораци кроз магле             |                    |
| 1967.    | Буђење пацова                 |                    |
| 1967.    | Кад будем мртав и бео         |                    |
| 1968.    | Операција Београд             |                    |
| 1969.    | Кад будем мртав и бео         |                    |
| 1969.    | Заседа                        |                    |
| 1970.-те |                               |                    |
| 1970.    | Сирома сам ал сам бесан       |                    |
| 1970.    | Лепа парада                   |                    |
| 1970.    | Црвено класје                 |                    |
| 1971.    | Последња станица              |                    |
| 1971.    | Опклада                       |                    |
| 1972.    | Трагови црне девојке          |                    |
| 1972     | Слике из живота ударника      |                    |
| 1973.    | Лет мртве птице               |                    |
| 1973.    | Самртно пролеће               |                    |
| 1974.    | Отписани (ТВ)                 | монтажа 3 епизоде  |
| 1974.    | Отписани (филм)               |                    |
| 1975.    | Песма (тв серија)             |                    |
| 1975.    | Кичма                         |                    |
| 1976.    | Чувар плаже у зимском периоду |                    |
| 1976.    | Повратак отписаних (ТВ)       | монтажа 2 епизоде  |
| 1976.    | Повратак отписаних (филм)     |                    |
| 1977.    | Хајка (филм)                  |                    |
| 1977.    | Лептиров облак                |                    |
| 1977.    | Пас који је волео возове      |                    |
| 1978.    | Стићи пре свитања             |                    |
| 1979.    | Трофеј                        |                    |
| 1979.    | Земаљски дани теку            |                    |
| 1980.-те |                               |                    |
| 1980.    | Посебан третман               |                    |
| 1980.    | Довиђења у следећем рату      |                    |
| 1981.    | Широко је лишће               |                    |
| 1982.    | Сутон (филм)                  |                    |
| 1982.    | 13. јул (филм)                |                    |
| 1983.    | Задах тела                    |                    |
| 1984.    | Варљиво лето 68               |                    |
| 1985.    | И то ће проћи                 |                    |
| 1987.    | Анђео чувар                   |                    |
| 1987.    | На путу за Катангу            |                    |
| 1989.    | Време чуда (филм)             | филм и мини серија |
| 1990.-те |                               |                    |
| 1992.    | Танго аргентино               |                    |
| 1992.    | Дезертер                      |                    |